# Grupo pionero

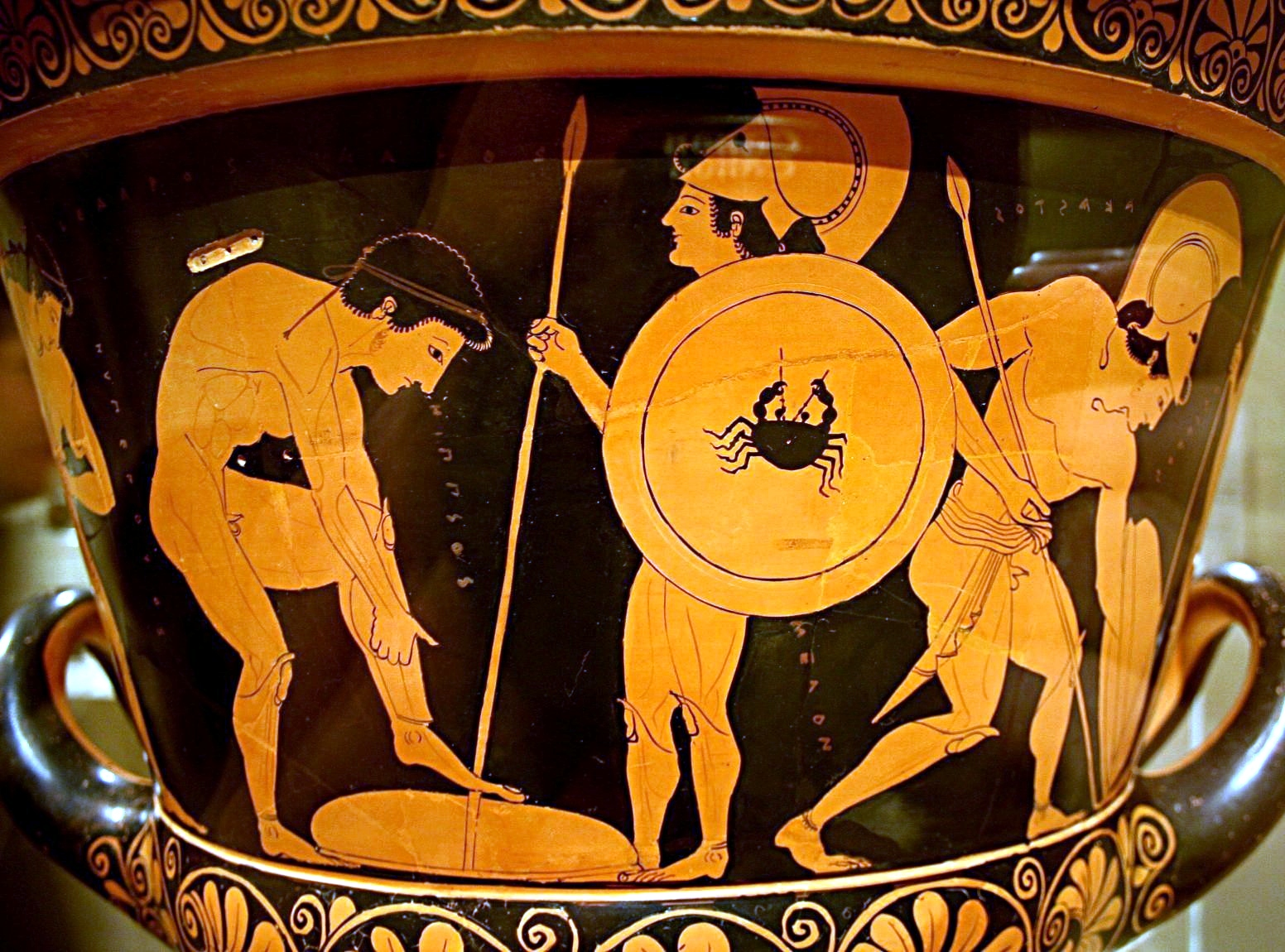
Crátera de Eufronio.

El Grupo Pionero fue un grupo de pintores de vasos de figuras rojas que trabajaban en el Cerámico de Atenas, o en el barrio de los ceramistas al principio del siglo V a. C. Caracterizados por John Boardman como quizás el primer movimiento artístico de la tradición occidental, el grupo comprendía a los pintores Eufronio, Eutímides, Esmicros, Hisias, el Pintor de Diceo y Fincias. Podemos dar crédito a John Beazley como el primero en identificar a estos artistas como un grupo coherente, aunque no hay restos de evidencias documentales sobre ellos; todo lo que sabemos sobre ellos consiste en su propio trabajo.
Los artistas del grupo pionero no fueron los innovadores de la técnica de figuras rojas, sino los adaptadores de la práctica desarrollada por pintores bilingües como el Pintor de Andócides y Psiax. Apareciendo unos 10 años después de los primeros trabajos de Eufronio, sus obras empezaron a ser producidas alrededor del 520 a. C. Su trabajo denota, a menudo, una alegre competencia entre los integrantes del grupo. Su producción se caracteriza por la simplificación de los vestidos, el uso audaz de la anatomía, el uso experimental del escorzo y una preferencia temática por las representaciones de simposios.